# Edna Hicks
Edna Hicks (14 de octubre de 1891 o 1895 - 16 de agosto de 1925) fue una cantante estadounidense de música blues. Registró algunas de las primeras grabaciones de temas como "Hard Luck Blues", "Poor Me Blues", o "Down Hearted Blues" y "Gulf Coast Blues" para el sello Brunswick en 1923.

## Biografía
Hicks nació en Nueva Orleans, Luisiana. Aunque la mayoría de las fuentes apuntan a que su nombre de nacimiento fue Edna Landreaux, hija de Victor Landreaux y Rena (se desconoce el apellido), los investigadores Bob Eagle y Eric LeBlanc sostienen que su verdadero nombre fue Lucille Landry, hija de Victor Landry y Rosa Moore. Medio hermana de la también cantante de blues Lizzie Miles.
Se cree que en su adolescencia se trasladó a vivir al norte de Estados Unidos, y en 1911, como Edna Landry, se casó con el intérprete y director de una compañía de vodevil, Will Benbow, aunque la pareja se separó a los pocos años.
Hicks se hizo muy popular como artista de vodevil en el Medio Oeste de Estados Unidos durante los años 20, actuando a menudo en Chicago y Cincinnati, y realizando grabaciones para diferentes sellos discográficos entre los años 1923 y 1924: Victor, Vocalion, Columbia, Gennett, Brunswick, Ajax y Paramount. Se hizo acompañar a menudo por el pianista y arreglista Fletcher Henderson, así como de Porter Grainger y Lemuel Fowler. También apareció en el musical de Billy King, Over the Top, y en las comedias musicales The New American, A Trip Around the World y A Derby Day in Dixie, todas en el Teatro Lafayette de Nueva York.
En agosto de 1925, mientras ayudaba a su esposo a llenar el tanque de gasolina de su automóvil, fue quemada después de que la gasolina salpicada fuese encendida por la vela que sostenía. Murió en un hospital de Chicago dos días más tarde, el 16 de agosto. Fue enterrada en Worth, Illinois.

## Discografía[8]

### Sencillos
- "Bleeding-Hearted Blues" grabado el 7 de junio de 1923 y publicado por Gennett Records
- "Down-Hearted Blues" grabado el 18 de junio de y publicado por Brunswick Records
- "Goin’ Home" grabado en noviembre de 1923 y publicado por Ajax Records
- "Gulf Coast Blues" grabado el 18 de junio de 1923 y publicado por Brunswick Records
- "I'm Goin' Away (Just To Wear You Off My Mind)" grabado el 21 de marzo de 1923 y publicado por Victor Records
- "Kansas City Man Blues" grabado en noviembre de 1923 y publicado por Paramount Records
- "Kind Lovin' Blues" grabado en noviembre de 1923 y publicado por Ajax Records
- "Mistreatin' Daddy" grabado en octubre de 1923 y publicado por Paramount Records
- "No Name Blues (Same Blues)" grabado en septiembre de 1923 y publicado por Gennett Records
- "Oh Daddy Blues" grabado el 18 de agosto de 1923 y publicado por Gennett Records
- "Sad 'n' Lonely Blues" grabado el 6 de julio de 1923 y publicado por Gennett Records
- "Satisfied Blues (A Barrel House Blues)" grabado en septiembre de 1923 y publicado por Gennett Records
- "Save Your Man And Satisfy Your Soul" grabado el 11 de octubre de 1923 y publicado por Columbia Records
- "Squawkin' The Blues" grabado el 24 de agosto de 1923 y publicado por Vocalion Records
- "Tain't A Doggone Thing But The Blues" grabado en octubre de 1923 y publicado por Ajax Records
- "Tin Roof Blues" grabado el 18 de agosto de 1923 y publicado por Gennett Records
- "Uncle Sam Blues" grabado en noviembre de 1923 y publicado por Paramount Records
- "Walking And Talking Blues" grabado el 7 de agosto de 1923 Vocalion Records
- "Wicked Dirty Fives" grabado el 24 de agosto de 1923 Vocalion Records